# 梁肯
梁振邦（英語：Kenneth Leung，1970年1月21日—）或稱為梁肯（英語：Ken Leung），美國男演員。知名角色包括電視劇《LOST檔案》（2008年至2010年）中的麥爾斯·斯特勞姆；電影《火拼時速》（1998年）的桑（Sang）；《STAR WARS：原力覺醒》（2015年）的烏修斯·O·斯塔圖拉上將（Admiral Ushos O. Statura）。其他演出作品如電影《恐懼鬥室》（2004年）、《X戰警：最後戰役》（2006年），以及電視劇《異人族》（2017年）。他也是布萊特·拉特納電影的常客。

## 早期生活
梁肯出生於紐約州紐約市，父母來自中國。起初一家人住在曼哈頓下东区的双桥附近，之後搬到布魯克林區米德伍德。高中畢業前，他還曾在紐澤西州老橋鎮成長。梁肯還有一個弟弟。

## 個人生活
梁肯喜愛與妻子一起至美國較為寧靜的地方旅行。身為好萊塢亞裔演員，梁肯2015年受訪時表示：「我只想繼續演戲並做得更好，我熱愛的演戲帶來了所需要的一切。從未想過自己是否為亞裔美國人，我只想動起來做好工作。」

## 外部連結
- 梁肯在互联网电影资料库（IMDb）上的資料（英文）

採訪
- Asia Pacific Arts - UCLA Asia Institute, 2008-05-30
- Hillis, Aaron. "Interview: Ken Leung on 'Year of the Fish'", IFC.com, 2008-08-27